# Aurélio Granada Escudeiro
Aurélio Granada Escudeiro (* 19. Mai 1920 in Alcains; † 25. August 2012 in Ponta Delgada auf der portugiesischen Azoreninsel São Miguel) war römisch-katholischer Bischof von Angra.

## Leben
Aurélio Granada Escudeiro studierte Philosophie und Theologie an den Priesterseminaren in Gavião, Alcains und Olivais. Er empfing am 17. Januar 1943 in Gavião die Priesterweihe. Danach war er Pfarrer in Gavião (1943–44) und in Ortiga, Mação (1944–1948). Von 1948 bis 1952 war er Professor für Religionswissenschaft am Lyceum in Castelo Branco und zwei weiteren Hochschulen. Er engagierte sich 15 Jahre für die Katholische Aktion und war deren Generalsekretär. Von 1964 bis 1974 war er zudem Generalsekretär der Nacional da Associação Católica Internacional ao Serviço da Juventude Feminina und des Nacional das Obras Católicas Portuguesas para as Migrações. 1974 wurde er zum Sekretär der bischöflichen Kommission für Migration ernannt.
Papst Paul VI. ernannte ihn am 18. März 1974 zum Koadjutorbischof von Angra und Titularbischof von Drusiliana. Der Patriarch von Lissabon António Kardinal Ribeiro spendete ihm am 26. Mai 1974 die Bischofsweihe; Mitkonsekratoren waren Agostinho Joaquim Lopes de Moura CSSp, Bischof von Portalegre-Castelo Branco, und Manuel Afonso de Carvalho, Bischof von Angra.
Er gründete 1975 das Regionale Sekretariat für die Migrantenseelsorge und 1976 die Diözesankommission für die Soziale Kommunikation. Er engagierte sich insbesondere für die Flüchtlingshilfe aufgrund der Probleme mit dem afrikanischen Entkolonialisierungsprozess auf der portugiesischen Azoreninseln; befugt durch das Apostolische Schreiben von Papst Paul VI. Sanctae Regimen Ecclesiae.
Aurélio Granada Escudeiro war Mitglied der Bischöflichen Kommission für Migration und Tourismus der portugiesischen Bischofskonferenz.
Papst Johannes Paul II. ernannte ihn am 30. Juni 1979 zum 37. Bischof von Angra. Papst Johannes Paul II. war sein Gast während der Pilgerreise 1991 auf die Azoreninseln Terceira und São Miguel.
Aurélio Granada Escudeiro war Ehrenbürger der Stadt Angra do Heroísmo. Er war Initiator des Festes "Senhor Santo Cristo dos Milagres auf Sao Miguel", einem am 5. Sonntag nach Ostern jährlich stattfindenden größten Inselfestes der Insel Sao Miguel.
Am 9. April 1996 nahm Papst Johannes Paul II. seinen altersbedingten Rücktritt an. Er starb im Alter von 92 Jahren an den Folgen einer Lungenentzündung im Haus der Priesterbruderschaft Ponta Delgada.
Carlos César, Präsident der Regionalregierung der Azoren, dankte Aurélio Granada für seinen jahrzehntelangen Einsatz auf den Azoren mit seinen bischöflichen Aktivitäten.